# Akinori Nakayama
Akinori Nakayama (n. 1 martie 1943, Nagoya, Japonia – d. 9 martie 2025) a fost un gimnast artistic ce a reprezentat Japonia, medaliat olimpic. A participat la 2 ediții ale Jocurilor Olimpice (1968, 1972) în care a câștigat 6 medalii de aur, două medalii de argint și două medalii de bronz.